# Carentan
Carentan là một xã gần khu vực đông bắc của bán đảo Cotentin vùng Normandy nước Pháp gần thành phố cảng Cherbourg-Octeville. Carentan có dân số khoảng 6000 người và thuộc tỉnh Manche.
Ở đây đã từng diễn tra trận Carentan trong lịch sử.